# Retable de Martinengo
Le retable de Martinengo (italien : pala di Martinengo) est un tableau réalisé par le peintre italien de la Haute Renaissance Lorenzo Lotto. Achevé en 1516, il se trouve dans l'église de Église Santi Bartolomeo e Stefano de Bergame, dans le nord de l'Italie.

## Histoire
Le 15 mai 1513, Lotto est à Bergame pour signer le contrat d'une commande pour un grand retable au-dessus du maître-autel de l'église Santi Bartolomeo e Stefano, financé par Alessandro Martinengo Colleoni, qui avait choisi l'église comme nouveau lieu de sépulture de la famille. Le retable est achevé trois ans plus tard, comme en témoigne la signature, et est payé 500 ducats.
Le tableau, le plus grand jamais peint par Lotto, était autrefois accompagné d'une série de panneaux mineurs, qui furent dispersés au cours des siècles suivants et n'ont été que partiellement identifiés - l'un d'entre eux est La Mise au Tombeau du Christ, aujourd'hui à Bergame.

## Description

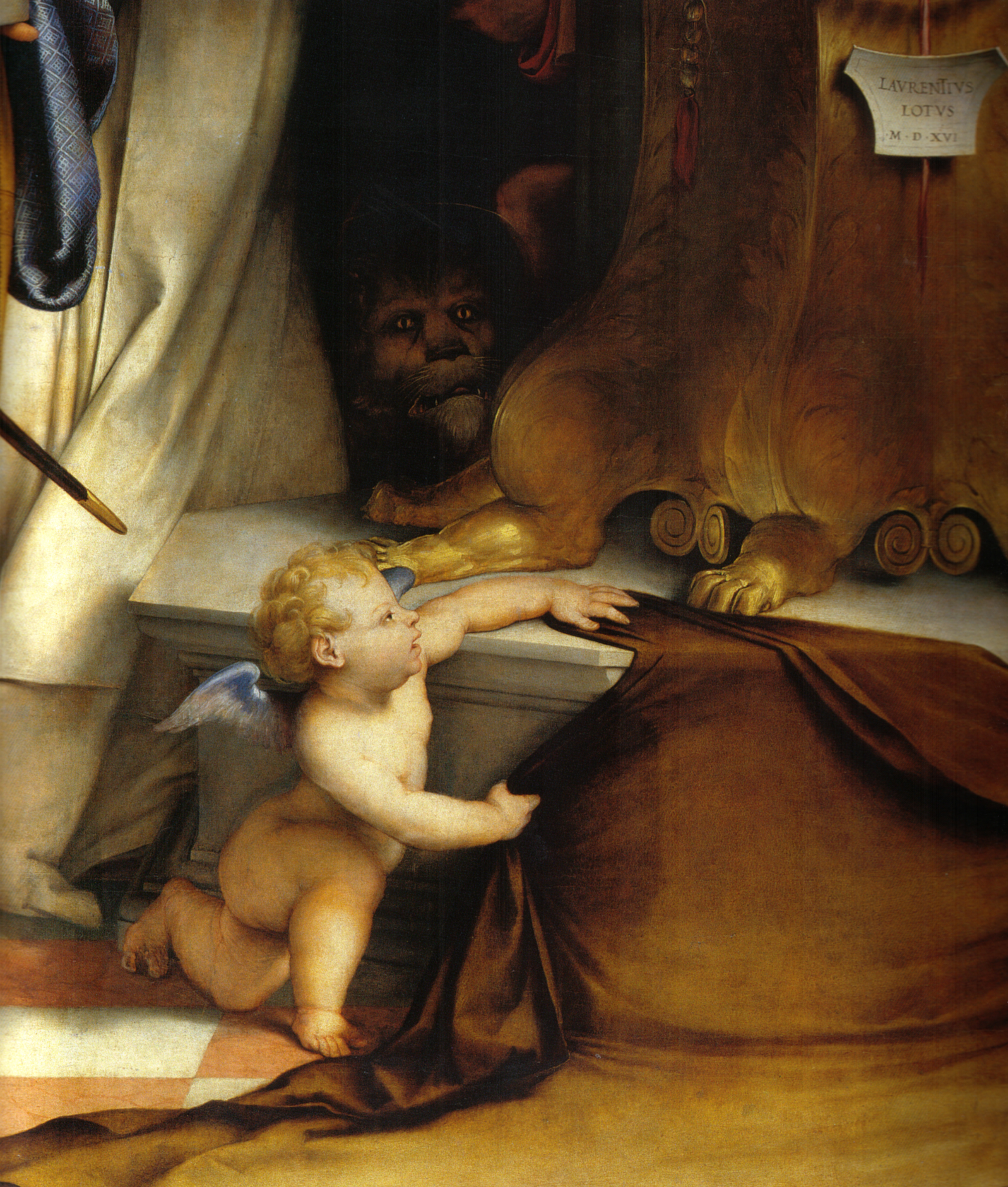
Détail avec un ange et le lion.

Le sujet du tableau est une Conversation sacrée, avec la Vierge et l'Enfant assis sur un trône entouré de saints. La scène s'inscrit dans une architecture peut-être inspirée du style Bramante. Au centre, là où devrait se trouver le dôme, se trouve le tambour, dont les pendentifs sont décorés des évangélistes Marc et Jean. Deux anges regardent depuis une balustrade, peut-être inspirée de la Camera degli Sposi (La Chambre des Époux) de Mantegna. Deux autres anges survolent Marie en tenant sa couronne.
L'interprétation des nombreux symboles du tableau est controversée. Certains objets pourraient être tirés de Hypnerotomachia Poliphili de Francesco Colonna, faisant allusion à la domination de Venise sur Bergame, dont Martinengo était un partisan. L'inscription en partie haute, disant Divina Suave, ferait référence à Venise.
Dans la partie inférieure, la Vierge est assise sur un trône à base zoomorphe, dont les pattes de lion font référence au Lion de saint Marc, symbole de Venise. Le lion regarde également derrière le trône, à gauche. Il y a au total dix saints, dont saint Alexandre, prénom du donateur, représenté avec une armure scintillante et, peut-être, avec le visage de Martinengo lui-même. Son épouse Barbara est également représentée à côté de lui, comme la sainte du même nom.
Les deux enfants anges au premier plan en bas sont un élément typique des œuvres de Lotto.
L'œuvre est signée et datée « Laurentius / Lotus / MDXVI ».

## Sources
- Carlo Pirovano, Lotto, Milan, Electa, 2002